# 2 Księga Samuela

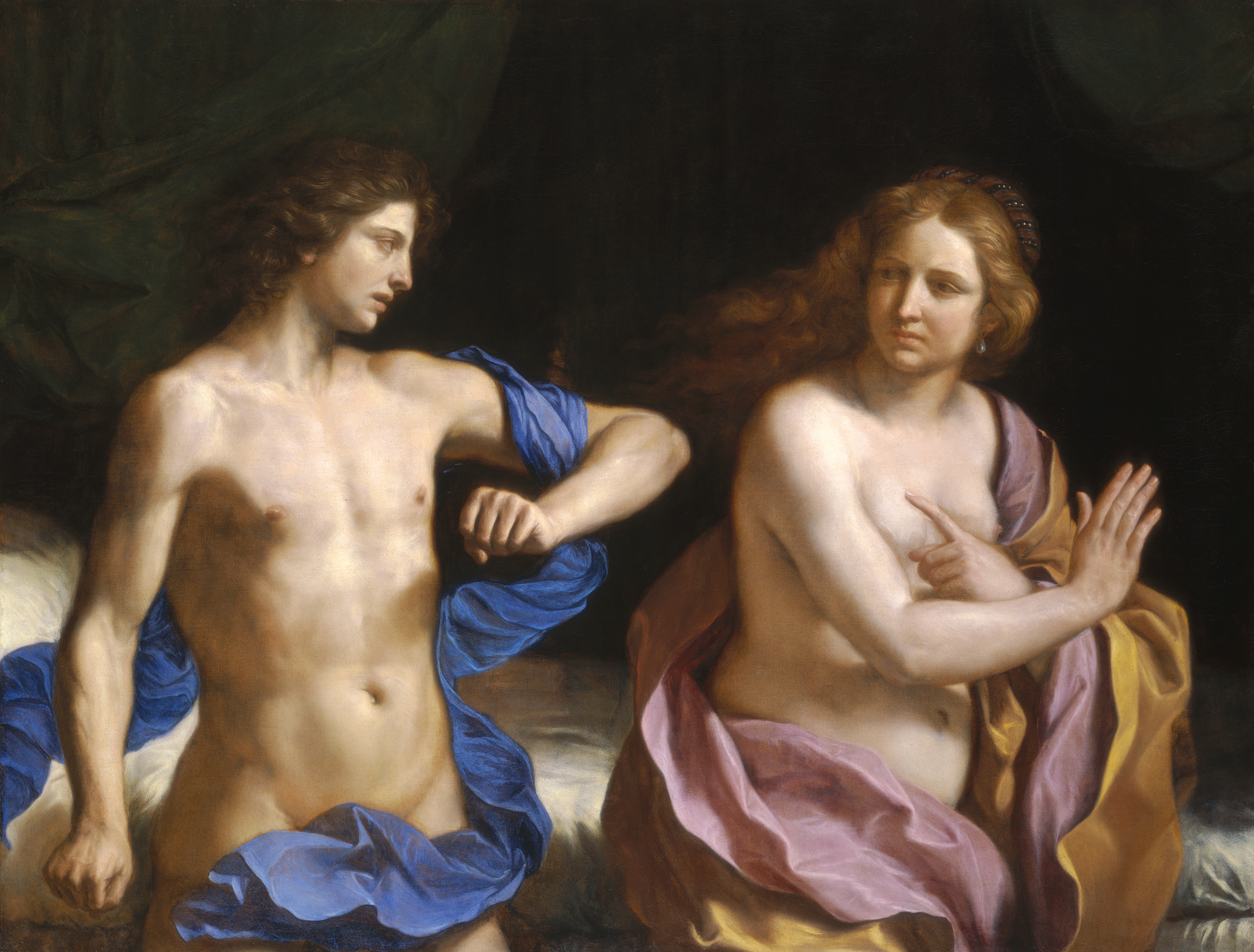
Amnon i Tamar na obrazie autorstwa Guercina, 1649–1650

Druga Księga Samuela, (hebr. שמואל ב Szmuel 2) w Septuagincie Druga Księga Królewska. Jest to część deuteronomicznego dzieła zbawienia. Pisarze: Gad i Natan.

## Budowa księgi
- 2Sm 1–8 – Dawid królem zjednoczonej monarchii
- 2Sm 9–20 – rozmaite wydarzenia na dworze Dawida
- 2Sm 21–24 – dodatki

W pierwszym rozdziale znajduje się pieśń ku czci Saula i jego synów, którzy zginęli, zaczerpnięta z zaginionej Księgi Sprawiedliwego. Ma ona wymiar osobisty. W rozdziale drugim  opisana jest rada Jahwe i namaszczenie Dawida na króla Judy przez starszych tego plemienia w Hebronie. Rozdział 4 opisuje rodzinę Dawida.
W rozdziałach 5–8 znajdziemy właściwą część – Dawid jako król całego Izraela. Możemy tam także znaleźć zwycięskie walki z wrogami, konsolidację (integrację) wewnętrzną, a także utworzenie nowej stolicy – Jerozolimy oraz postulat centralizacji kultu.
Rozdziały 9 i 10 zawierają intrygi i konflikty wewnętrzne, walkę z Ammonitami. Kolejne dwa – 11 i 12 – to epizod pomiędzy Dawidem i Batszebą. Rozdziały 13 oraz 14 dotyczą występku Amnona i zemsty za to, czego się dopuścił, zaś rozdziały 15 do 20 mówią o buncie Absaloma przeciw ojcu, śmierci i odzyskaniu władzy przez Dawida.
Rozdział 21 to epizod z Gibeonitami, którego tematem jest problem koegzystencji. Rozdziały 22 i 23 zawierają pieśń dziękczynną i ostatnie słowa Dawida. Ostatni, 24 rozdział, to spis ludności i jego skutki.
Cała ta księga ma starannie przemyślaną budowę, zawiera mnóstwo szczegółów dotyczących Dawida i jego otoczenia. Autor, redaktor, pewnie korzystał z kronik, nie tylko tradycji ustnych ale też przekazów, zapisów. Świadczy to o istnieniu dziejopisarstwa, historiografii.

## Biblizmy
- Achitofel – wiarołomny przyjaciel, zdradliwy doradca (17,15–23)

Doradca króla Dawida, zdradził go, przyłączając się do sprzysiężenia Absaloma.
- Cereci i Feleci – hołota, mieszane towarzystwo, hałastra (15,18)

Przechodzili obok niego wszyscy słudzy: wszyscy Keretyci, wszyscy Peletyci, wszyscy Gittyci, którzy przybyli z Gat w liczbie sześciuset ludzi, przeszli przed królem. I zapytał król Ittaja Gittytę: «Czemuż i ty idziesz razem z nami? Wróć i pozostań przy [nowym] królu, przecież jesteś cudzoziemcem, a nawet jesteś wygnańcem ze swojej ojczyzny».